# Manejo sustentável

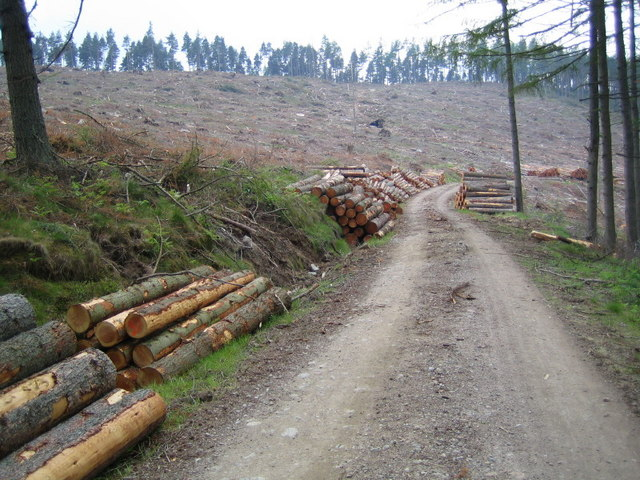
Manejo de floresta na Escócia

O manejo florestal sustentável (MFS), é um modelo que permite a exploração racional dos produtos madeireiros  e não madeireiros com técnicas de mínimo impacto ambiental sobre os elementos da natureza. Uma floresta manejada continuará oferecendo suas riquezas para as gerações futuras, pois a madeira e seus outros produtos são recursos renováveis.
Uma definição mais precisa de manejo se encontra no próprio decreto que regulamentou a exploração das florestas da Bacia Amazônica (Decreto nº1.282, de 19.10.95). Neste documento, o termo manejo florestal sustentável é definido como administração de floresta para a obtenção de benefícios econômicos e sociais, respeitando-se os mecanismos de sustentação do ecossistema. Esta definição deixa claro que para ser sustentável, o manejo deve ser economicamente viável, ecologicamente correto e socialmente justo.
Floresta manejada é aquela em que houve efetivamente a prescrição de uma colheita de impacto reduzido (sistema de colheita), a prescrição de tratamentos silviculturais (sistema silvicultural) e o monitoramento do impacto no remanescente florestal (sistema de monitoramento). Manejo florestal sustentável busca a administração da floresta para a obtenção de benefícios econômicos, sociais e ambientais, respeitando-se os mecanismos de sustentação do ecossistema objeto do manejo e considerando-se, cumulativa ou alternativamente, a utilização de múltiplas espécies. O manejo florestal sustentável prioriza a permanência da floresta "em pé", já que sua existência é o que garante a sobrevivência econômica da atividade florestal. Também possibilita que as populações nativas vivam dos recursos proporcionados pela própria floresta, evitando sua derrubada e contribuindo para que a floresta seja preservada, ao mesmo tempo que lhe confere um valor econômico.

## Importância do manejo florestal
A biodiversidade, o suprimento de madeira e o sequestro de carbono deram bastante visibilidade às florestas nas últimas décadas. A crescente pressão internacional tem feito com que os países que possuem grande cobertura florestal adotem posturas mais afirmativas diante das questões ambientais como o desmatamento. No Brasil por exemplo, percebe-se uma clara evolução dos instrumentos legais desde da colonização portuguesa até o dias de hoje. Ao longo do tempo, diversos órgãos foram criados voltados para a gestão não só dos recursos florestais, mas dos recursos naturais como um todo .
Desde a década de 1990, a exploração de impacto reduzido tem se difundido bastante, especialmente no manejo de florestas tropicais como a Amazônia. A exploração de impacto reduzido é um sistema integrado que busca o manejo florestal sustentável associado à proteção dos recursos remanescentes. Para que uma floresta esteja efetivamente sob manejo florestal sustentável, é imprescindível que harmonicamente sejam adotadas ações voltadas para a colheita, para a silvicultura e para o monitoramento. Essas práticas buscam garantir os benefícios econômicos, sociais e ambientais de forma equilibrada. A heterogeneidade das florestas, bem como das relações sociais existentes, dificultam a adoção de um planejamento único e polivalente. Por isto, a exploração dos recursos naturais precisa estar associada a planos de manejo especificamente elaborados para um local específico.

### Qualidade de vida
Considera-se o manejo florestal uma parte importante para o sucesso de se manter a qualidade de vida. Ao contrário da exploração convencional, o fator mais importante o manejo florestal investe na capacitação das pessoas envolvidas na exploração. Com a instrução adequada, é possível utilizar as melhores técnicas de colheita de madeira, reduzindo os danos à vegetação remanescente, ao solo, à água e à biodiversidade.

### Certificação florestal
As altas taxas de desmatamento decorrente da agricultura em larga escala, da formação de pastagens, da exploração madeireira e da especulação imobiliária tem resultado numa crescente preocupação com a conservação e uso sustentável das florestas. Os países importadores de madeira tropical estão exigindo, cada vez mais, que a matéria-prima ou o produto acabado tenham origem em florestas bem manejadas.. Dessa forma, a certificação tem se tornado um caminho para diferenciar um empreendimento florestal e garantir  acesso a mercados mais seletivos, menor pressão governamental, maior legalidade no assunto, redução de custo operacional e diminuição de acidentes

## Pilares do Manejo Florestal Sustentável
Floresta manejada é aquela em que houve efetivamente a prescrição de colheita de impacto reduzido, a prescrição de tratamentos silviculturais e o monitoramento do impacto do manejo.

### Sistema silvicultural
Os sistemas silviculturais são construídos com base em dois conceitos muito importante: o conceito de ciclo e o conceito de sucessão florestal. A floresta pode ser manejada por meio de sistemas monocíclicos ou por meio de sistemas policíclicos. No sistema monocíclico a retirada da madeira comercial se dá de uma só vez, e a próxima colheita é baseada nas mudas das espécies comerciais existentes no momento do primeiro corte. Já no sistema policíclico, uma parte ou todas as árvores comerciais que atingiram o tamanho de corte são retiradas. As árvores de tamanho intermediário que permanecem na floresta passam a constituir o estoque remanescente para o próximo corte.

### Sistema de colheita

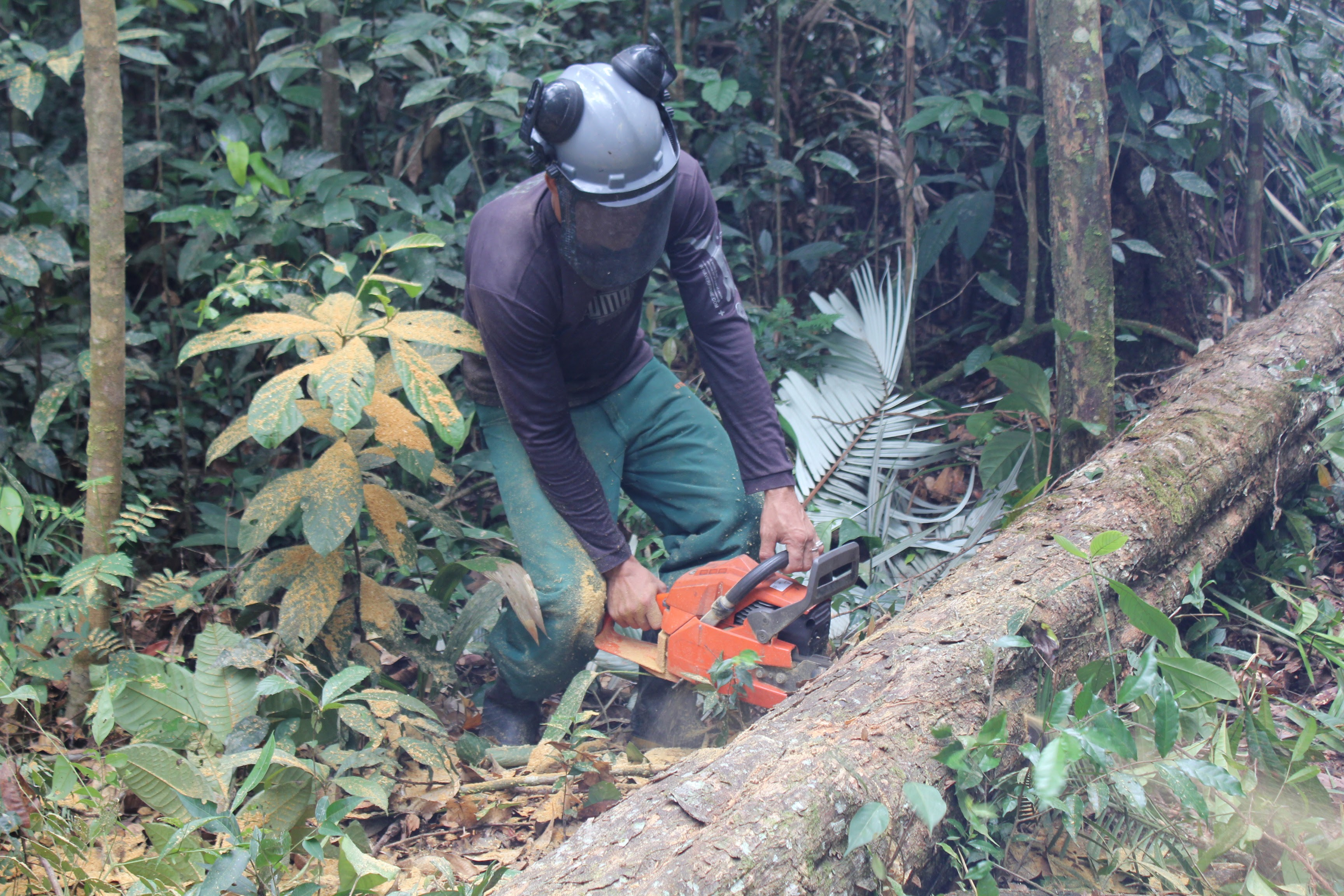
Corte seletivo de uma árvore conforme recomendação do plano de manejo florestal sustentável.

Um dos grandes desafios do manejo de florestas nativas é buscar um planejamento economicamente viável, que atenda de forma ótima as restrições operacionais e ambientais. Na maioria dos casos, a exploração madeireira na Amazônia é realizada em locais remotos, com escassas informações topográficas, o que implica em uma gama de questões a serem solucionadas durante o planejamento. Dentre os fatores que influenciam o planejamento de uma exploração madeireira destacam-se: distribuição espacial das árvores, densidade da vegetação, rede hidrográfica, regiões de baixa drenagem e regiões de forte declividade.
O MFS pode ser dividido em três fases: pré-exploratória, exploratória e pós-exploratória. A fase pré-exploratória pode ser considerada a fase mais importante pois, o planejamento é o princípio por trás do manejo florestal e é ele que ditará o sucesso das atividades. Estas etapas por sua vez podem ser relacionadas com o: macroplanejamento, microplanejamento (pré-exploratória), atividades exploratórias (exploratória) e, atividades pós-exploratórias (pós-exploratórias).

#### Pré-exploratória
Na fase pré-exploratória, determina-se de forma criteriosa a viabilidade econômica do Plano de Manejo Florestal Sustentável (PMFS), através da seleção de áreas aptas ao manejo florestal, excluindo-se da unidade de manejo florestal (UMF) as áreas de preservação permanente (APP) e as áreas inaptas ao corte. Realiza-se a quantificação do potencial da floresta para o manejo através das informações obtidas pelos inventários exploratórios. Define-se estratégias de gerenciamento da floresta com estabelecimento do ciclo de corte e a divisão da UMF em unidades de produção anual (UPA).
As UPAs são definidas com base no ciclo de exploração, que por sua vez está associado à intensidade de corte. Uma UPA depois de explorada, ficará um tempo em recuperação, para que venha a ser explorada novamente após passado o tempo do ciclo de exploração. Na ausência de informações sobre o crescimento e recuperação da floresta, a Resolução do Conama nº 406/2009, que trata dos aspectos técnicos do PMFS, estabelece uma taxa de crescimento e regeneração de 0,86 {\displaystyle m^{3}ha^{-1}ano^{-1}}. Sendo assim, no PMFS pleno (em que se emprega máquinas de arraste), o ciclo de corte pode variar de 25 a 35 anos, a intensidade de corte deve ser menor ou igual a 30 m³.ha-¹ respeitando a taxa de recuperação que não deve ultrapassar 0,86 {\displaystyle m^{3}ha^{-1}ano^{-1}}. Ainda na fase de macroplanejamento, define-se e dimensiona-se a infraestrutura geral e quantifica-se a necessidade de recursos humanos. Estima-se que, nos empreendimentos madeireiros empresariais, para cada 5000 ha de floresta manejada emprega-se 90 funcionários, desde o gerenciamento até a exploração.
No microplanejamento realiza-se o planejamento ao nível de uma unidade de produção anual (UPA). Essas atividades incluem o planejamento e construção de infraestrutura e devem ser realizadas pelo menos um ano antes da exploração. O microplanejamento consiste: da delimitação da unidade de trabalho (UT) de forma a facilitar a execução do manejo florestal; no inventário florestal 100% (censo) das espécies comerciais ou potencialmente comerciais (para produtos madeireiros ou não) dentro da unidade de manejo; no trato silvicultural pré-exploratório, no planejamento da alocação das parcelas permanentes e; planejamento de infraestrutura.

#### Exploratória
A fase de exploração deve reduzir danos à floresta, custos e acidentes de trabalho. Técnicas de corte direcional devem ser utilizadas visando o máximo aproveitamento de volume (evita-se árvores ocadas). Após o abate e destopamento das árvores procede-se com o arraste de toras até os pátios de estocagem pelas trilhas de arraste, planejadas previamente. Antes do transporte da madeira dos pátios para as serrarias, elas são marcadas com um número que será utilizado na rastreabilidade.

#### Pós-exploratória
As atividades pós-exploratórias envolvem a  manutenção de infraestrutura para reduzir custos de reconstrução, a avaliação de danos e desperdícios da exploração pela comparação de parcelas sem intervenção com aquelas onde ocorreu a exploração, a realização do inventário contínuo seguindo o proposto na fase pré-exploratória, a aplicação de técnicas silviculturais para auxiliar na recuperação da floresta ou beneficiar espécies sensíveis que foram exploradas e na adoção de medidas preventivas e de contenção de fogo, monitoramento da caça e da pesca e medidas contra invasão de terras.

### Sistema de monitoramento
O inventário florestal de uma Unidade de Manejo Florestal (UMF) é a principal fonte de dados para subsidiar o manejo florestal (PMFS) e, por conseguinte, o planejamento da exploração florestal. No manejo de florestas naturais três tipos de inventários são os mais utilizados:
- Inventário exploratório
- Inventário 100%
- Inventário florestal contínuo

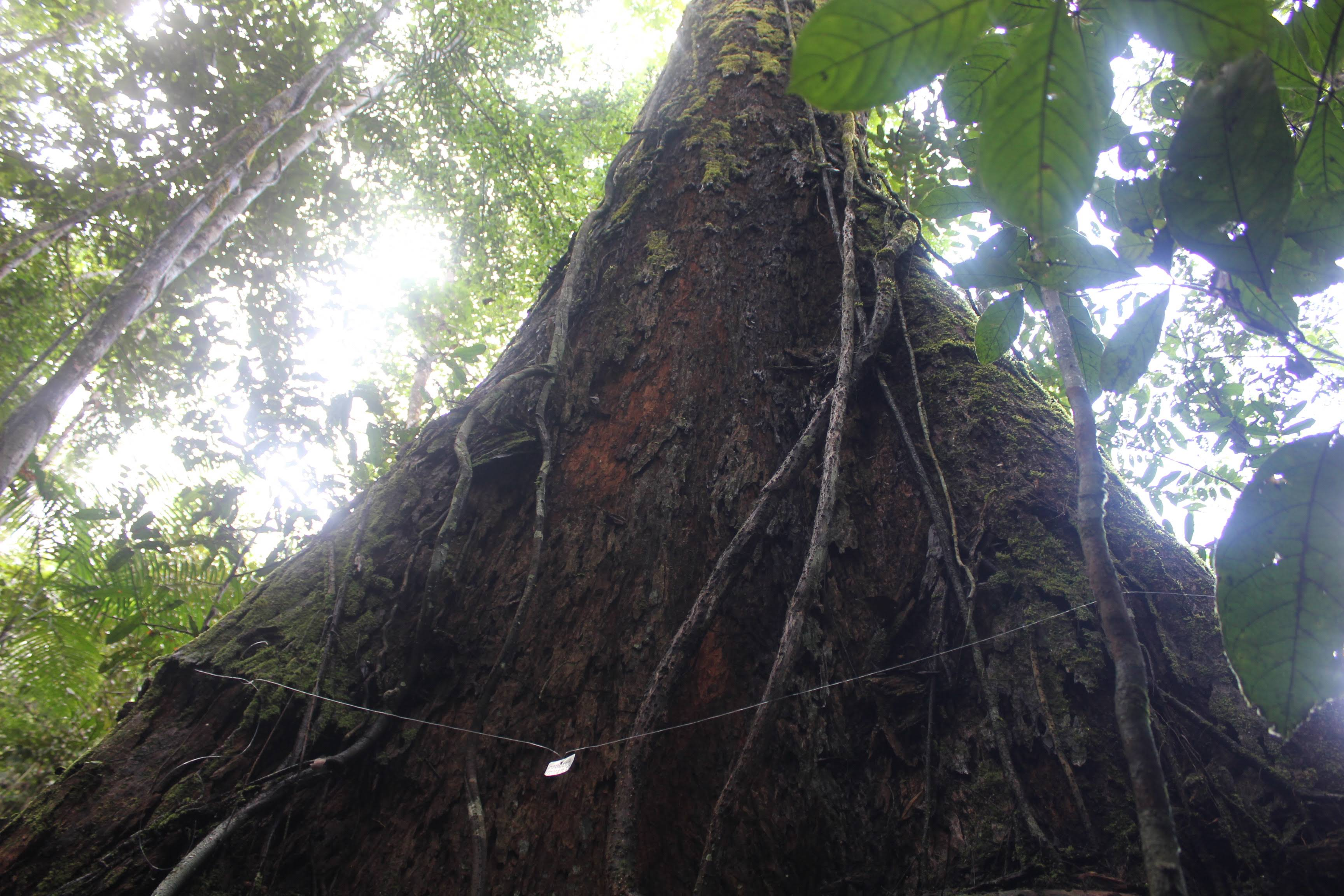
Um indivíduo de angelim vermelho mapeado durante inventário 100%

O inventário exploratório consiste em obter uma média representativa da população de interesse, seja em termos de volume, área basal ou outra variável de interesse, além de avaliar a situação ou modificações na arquitetura, estrutura, composição florística. É uma atividade de campo realizada para descrever e se conhecer a floresta que será alvo de manejo. O termo explorar diz respeito a conhecer a floresta, a obter as informações iniciais sobre a floresta.
Já o inventário 100% é feito para permitir o microplanejamento (no Sistema de colheita). Levantam-se informações dendrométricas, as espécies e a localização das árvores na floresta. Recomenda-se que o censo envolva as árvores com DAP, no mínimo, 10 cm menor que o diâmetro mínimo de corte (DMC = 50 cm). Coleta-se ainda informações qualitativas da árvore (qualidade do fuste, da copa e direção natural de queda), ocorrência de cursos d’água, cipoal etc.
As atividade de inventário dentro de um processo de monitoramento é geralmente realizada por uma equipe de cinco pessoas: um coordenador para anotar os dados, um identificador botânico, um mensurador para medição dos diâmetros e colocar placas de identificação nas árvores e, dois laterais que darão a localização das árvores (coordenadas x e y) e outras informações complementares (clareiras, cipós cursos d’água, declividade etc).
Já o objetivo do inventário contínuo (IC) é monitorar o crescimento e a regeneração natural da floresta. A parcela permanente (PP) possui área sugerida de 1 ha, formato retangular e dimensões de 20 x 500m. Deve ser alocada uma PP para cada 250 ha de floresta manejada, até um limite de 50 ha de parcelas. É recomendado ainda que a primeira medição das PP seja feita antes da exploração, a segunda um ano depois de explorado, a terceira três anos depois e as demais podem ser realizadas a cada cinco anos. Para esse inventário utiliza-se a mesma equipe do censo, com exceção dos dois laterais. O processamento dos dados de IC, do censo e a confecção de mapas são cruciais para o manejo florestal permitindo maior precisão nas práticas de campo. Existem uma diversidade de mapas que podem ser elaborados para facilitar os trabalhos, dentre eles, os croquis de UT contendo área total, limites, rede hídrica etc. Pode ser gerado o mapa pré-exploratório indicando a localização das árvores levantadas no censo, incluindo árvores a serem abatidas, remanescentes, protegidas por lei e, o mapa de corte e de arraste indicando a direção de queda e o sentido do arraste, entre outros.

## Plano de Manejo Florestal Sustentável (PMFS)
O Plano de Manejo Florestal Sustentável (PMFS) é um documento técnico realizado por um profissional habilitado, como um Engenheiro Florestal, e consiste num documento técnico que busca garantir a continuidade da produção e reduzir o desperdício. Manejar a floresta significa organizar ações que permite ordenar os fatores de produção, controlando sua produtividade e eficiência. Os objetivos deverão ser traçados com base num conjunto de princípios, técnicas e normas que garantam a perpetuidade dos serviços ecossistêmicos da floresta, dentre os quais inclui-se o zoneamento e as técnicas que devem ser seguidas na área, detalhando inclusive a implantação das estruturas físicas necessárias à sua gestão.
O plano de manejo florestal sustentável (PMFS) é um item obrigatório para a liberação da intervenção em qualquer área de floresta nativa. De acordo com o decreto n°5.975 de 30 de Novembro de 2006, o PMFS deverá atender aos seguintes fundamentos técnicos e científicos:
1. Caracterização do meio físico e biológico;
2. Determinação do estoque existente;
3. Intensidade de exploração compatível com a capacidade da floresta;
4. Ciclo de corte compatível com o tempo de restabelecimento do volume de produto extraído oda floresta;
5. Promoção da regeneração natural da floresta;
6. Adoção de sistemas silvicultural adequado;
7. Adoção de sistema de exploração adequado;
8. Monitoramento do desenvolvimento da floresta remanescente;
9. Adoção de medidas mitigadoras dos impactos ambientais e sociais;

### Construção do plano de manejo
As informações descrevendo a extensão e a estrutura da floresta, juntamente com dados precisos de topografia, são necessárias para o desenvolvimento e execução de planos de manejo florestal e para o monitoramento das florestas nativas. Uma das etapas essenciais do manejo é o diagnóstico e zoneamento da área. O diagnóstico deve incluir descrição detalhada sobre clima, relevo, solo, hidrografia, espeleologia, arqueologia, vegetação, fauna, comunidades tradicionais, dinâmica de incêndios, conflitos de terra, uso do solo, pesquisa, dentre outros.
Já o zoneamento deve partir das informações levantadas na etapa de diagnóstico e, tendo em vista o objetivo do manejo, complementado com informações coletadas em campo. Para um zoneamento bem feito, é fundamental ter em mãos informações  georreferenciadas como dados da topografia, rede hidrográfica, imagens multiespectrais, rede de estradas e outros. O nível de detalhamento dessas camadas é um fator importante na tomada de decisão durante as etapas do manejo florestal.
A área de manejo florestal (AMF) serão então organizadas em unidades de manejo florestal (UMF) e estas em unidades de produção anual (UPA). A definição das UPAs deve considerar as divisas naturais (ex: cursos d'água, estradas, cumes, vales, etc), buscar a formação de unidade equi-produtivas e considerar distribuição de estradas e acessibilidade. A UPAs são ainda divididas em unidades operacionais denominadas de unidades de trabalho (UT).
O plano de manejo deve conter ainda a determinação do estoque existente de madeira e outros produtos não-madeireiros relevantes, a qualificação da estrutura da floresta, a determinação da intensidade de exploração, determinação do ciclo de corte compatível, descrição das técnicas de exploração, planejamento de pátios e estradas, especificações de equipamentos, prescrição de tratamentos silviculturais e método de monitoramento da floresta remanescente.